# Cyllorhynchites subcumulatus
Cyllorhynchites subcumulatus là một loài bọ cánh cứng trong họ Rhynchitidae. Loài này được Voss miêu tả khoa học năm 1930.